# N-硝基羟胺二钠
N-硝基羟胺二钠是一种氮(II)的含氧酸盐，化学式为Na2[N2O3]。它是无色固体，可溶于水，可用作介稳次硝酸（HNO）的来源。
它最初于1896年被安杰洛·安杰利报道，他通过羟胺和硝酸酯的反应制得：
NH2OH  +  RONO2  +  2 NaOR′  →   ROH  + 2 R′OH  +  Na2N2O3